# Raver’s Nature
Raver’s Nature war ein Musik-Projekt im Bereich der Elektronischen Tanzmusik, das hauptsächlich Hard Trance und Happy Hardcore produzierte.

## Bandgeschichte
Das Musikprojekt bestand aus Markus „Roy“ Ströbel, Peter Luft (alias Pedro Ferrari) und Ralf Lindner (alias John Bogota), alle aus Hof (Saale) stammend. Die Idee zu Raver’s Nature kam 1989, zu Zeiten der Acid-House-Welle, auf.
Ströbel und Luft begannen 1990, als DJs zu arbeiten. In einem Club lernten sie ihren späteren Partner Ralf Lindner kennen. Ende 1991 erschien die erste Veröffentlichung Lost in Space unter dem Namen Spirit of Tekknology. Der Track wurde erstmals von DJ Tanith auf der Mayday gespielt.
Bekannt wurde Raver’s Nature vor allem durch die Singles Take Off! und Stop Scratchin’, die 1995 den Weg in den Mainstream fanden, sich in den deutschen und Schweizer Charts platzierten und unter anderem auch auf dem Musiksender VIVA gespielt wurden. Auch der Auftritt bei der Mayday trug zur wachsenden Bekanntheit bei. Das Debütalbum La Monza erschien 1995. Die dritte Auskopplung Bring Me Noise! stand im Herbst des Jahres in den Top 50 in Deutschland.
Vom 1996er Album La Monza (The Return) wurde die Single Somebody Scream ausgekoppelt, die ein weiterer Top-50-Hit in Deutschland wurde. Trotz diverser weiterer Veröffentlichungen konnte Raver’s Nature nicht an die ersten Erfolge anknüpfen. Lediglich mit Exit Fantasy (1996) und You Blow My Mind (1997) schaffte das Projekt nochmal den kurzzeitigen Sprung in die deutsche Hitparade, allerdings nur auf untere Positionen. Erst knapp fünf Jahre später, im Mai 2002, folgte mit Goliath 10 the Anniversary ein letzter Charterfolg, diesmal in der Schweiz.
Vereinzelt traten Raver’s Nature danach auf Großveranstaltungen wie Nature One und Mayday auf.
Ralf Lindner wurde am 15. Mai 2021 in Hof von einem Lastwagen erfasst und überrollt. Er starb an der Unfallstelle im Alter von 50 Jahren.

## Diskografie

### Alben
- 1995: La Monza
- 1996: La Monza (The Return)

### EPs
- 1992: Sounds of House EP
- 1993: Back to the Rave EP

### Singles
| Jahr | Titel                      | Höchstplatzierung, Gesamtwochen, AuszeichnungChartplatzierungen (Jahr, Titel, Platzierungen, Wochen, Auszeichnungen, Anmerkungen) | Höchstplatzierung, Gesamtwochen, AuszeichnungChartplatzierungen (Jahr, Titel, Platzierungen, Wochen, Auszeichnungen, Anmerkungen) | Höchstplatzierung, Gesamtwochen, AuszeichnungChartplatzierungen (Jahr, Titel, Platzierungen, Wochen, Auszeichnungen, Anmerkungen) | Anmerkungen    |
| Jahr | Titel                      | DE | AT | CH | Anmerkungen    |
| ---- | -------------------------- | --- | --- | --- | -------------- |
| 1995 | Take Off                   | DE27 (13 Wo.)DE | — | CH34 (8 Wo.)CH |                |
| 1995 | Stop Scratchin’            | DE37 (8 Wo.)DE | — | CH49 (1 Wo.)CH |                |
| 1995 | Bring Me Noise!            | DE49 (4 Wo.)DE | — | — |                |
| 1996 | Somebody Scream            | DE48 (6 Wo.)DE | — | — |                |
| 1996 | Exit Fantasy               | DE97 (1 Wo.)DE | — | — |                |
| 1997 | You Blow My Mind           | DE85 (2 Wo.)DE | — | — |                |
| 2002 | Goliath 10 the Anniversary | — | — | CH77 (2 Wo.)CH | feat. Angy Dee |

Weitere Singles
- 1992: Lost in Space (als Spirit of Tekknology)
- 1993: World of Happiness
- 1994: Return of Fame
- 1994: Tricky Symphony
- 1994: Hands Up Ravers
- 1995: La Monza
- 2000: Believe It’s True
- 2001: Would She Bam
- 2002: Hands Up Ravers 2002
- 2003: Feel the Heat
- 2006: Play It Loud